# Pantani. Un eroe tragico
Pantani. Un eroe tragico è un libro biografico sulla vita di Marco Pantani, scritto da Davide Cassani, Pier Bergonzi e Ivan Zazzaroni.
Pier Bergonzi racconta la vita del ciclista, concentrandosi sull'aspetto delle passioni e dei vizi dell'uomo, cercando di far luce sugli aspetti meno noti della sua vita (specialmente dei suoi ultimi giorni). Davide Cassani racconta invece la vita di Pantani così come appariva in pubblico, quello delle grandi imprese sulle montagne di Giro e Tour.

## Edizioni
- Davide Cassani, Pier Bergonzi, Ivan Zazzaroni, Pantani-un eroe tragico, Arnoldo Mondadori Editore, 2005,  p. 214.